# Kraft Heinz
Kraft Heinz è la seconda azienda di alimenti e bevande nel Nord America. La sede è a Chicago presso l'Aon Center con ulteriori uffici a Pittsburgh.
La società è quotata presso il NASDAQ. La multinazionale gestisce oltre 25 marchi tra cui Kraft, Heinz, Planters, Grey Poupon, Oscar Mayer ed è conosciuta in Italia anche per i marchi Plasmon, Planters, Biaglut, Aproten, Cuore di Natura, Dieterba e Nipiol.

## Storia
Nel 2015, l'azienda di prodotti confezionati Kraft Foods si è fusa con il produttore di salse H. J. Heinz Company.
Il fondo di investimento che sta dietro a questa maxi-fusione da 49 miliardi di dollari è 3G Capital.
Tra gli azionisti che hanno partecipato con 3G Capital all'acquisizione di Kraft Heinz figura anche Warren Buffett.
Il 17 febbraio 2017 Kraft Heinz Co. ha avanzato la proposta, del valore 143 miliardi di dollari, per rilevare la multinazionale anglo-olandese Unilever, un concorrente significativamente più grande di Kraft Heinz, con 126.000 dipendenti in più e un fatturato maggiore di 24 miliardi di sterline.  Unilever ha rifiutato la proposta, il progetto di acquisizione è stato successivamente abbandonato poco dopo che il primo ministro britannico Theresa May aveva ordinato un esame sull'iniziativa.
Nel 2018 Kraft Heinz lancia Springboard Brands, un business focalizzato sulla crescita di marchi alimentari biodegradabili, naturali e "super premium". Nel 2018 Kraft Heinz occupa il 114º posto nella lista Fortune 500 delle maggiori imprese degli Stati Uniti in base ai ricavi.

## Dati economici
Nel 2018 il fatturato di gruppo è stato di 26,268 miliardi di dollari, con un utili pari a 10,192 miliardi.
L'ambiente in cui opera l'azienda rimane sfidante, con la popolazione mondiale che tende ad affrancarsi ad alimenti confezionati per prediligere quelli freschi o auto-prodotti.